# Wir sind alle Mörder
Wir sind alle Mörder ist ein französisch-italienisches Justizdrama des auf juristische Themen spezialisierten Regisseurs André Cayatte. Postuliert wurde mit dieser 1952 entstandenen, filmischen Anklage die Abschaffung der Todesstrafe in Frankreich.

## Handlung
René Le Guen, während der deutschen Besatzungszeit in Frankreich (1940–44) ein gänzlich unpolitischer Kleingauner, wurde während des Zweiten Weltkriegs von der Résistance angeworben mit dem Auftrag, so viele der deutschen Besatzer zu töten wie möglich. Doch nach der Befreiung des Landes kann er nicht mehr damit aufhören, das zu tun, was er bis 1944 gelernt hat: zu morden. Deshalb wurde Le Guen von der Polizei verhaftet, vor Gericht gestellt und schließlich zum Tode verurteilt. In seiner Todeszelle wartet er, zusammen mit anderen Verurteilten wie dem Justizopfer Dr. Dutoit, dem Korsen Gino, der einst Blutrache verübt hatte, dem Kindermörder Bauchet und dem Triebtäter Malingré, auf den Zeitpunkt seiner Exekution, hofft aber auf einen Gnadenerlass des Präsidenten der Republik.
Während er sich mit seinen Mitgefangenen austauscht und ihm Geistliche Trost zusprechen, unternimmt Le Guens Anwalt Philippe Arnaud alle Hebel in Bewegung, um Justiz und Öffentlichkeit klarzumachen, dass Le Guens soziale Herkunft und seine Verrohung während der Besatzungszeit die Gründe für seine soziale Inkompetenz sind, die er bei der Rückkehr in geordnete Verhältnisse nach 1945 an den Tag legte. Während Arnaud sich intensiv um seinen Klienten bemüht, werden Le Guens mitgefangene Todeskandidaten hingerichtet, einer nach dem anderen. Der Film blendet in dem Moment aus, als Arnaud noch immer verzweifelt versucht, telefonisch den Staatspräsidenten zu erreichen…

## Produktionsnotizen
Wir sind alle Mörder wurde vom 7. Januar bis zum 22. März 1952 gedreht. Die Uraufführung erfolgte in Paris am 21. Mai 1952. In Deutschland lief der Film am 10. Februar 1953 an. Die erste deutsche Fernsehausstrahlung erfolgte am 27. Mai 1958.
Die Filmbauten entwarf Jacques Colombier.

## Wissenswertes
Cayatte hatte mit diesem Film, wie so oft in seinem künstlerischen Wirken, einige Probleme mit der Filmzensur erhalten. Man stieß sich vor allem an dem Ausspruch eines Untersuchungsrichters in Wir sind alle Mörder: „Morde an Deutschen gehen die Justiz nichts an.“ Von französischer Seite war befürchtet worden, dass diese Einstellung, die in französischen Justizkreisen gleich nach dem Zweiten Weltkrieg offensichtlich gang und gäbe war, die Neuordnung der deutsch-französischen Beziehungen nach 1945 empfindlich stören könnten.
Wir sind alle Mörder war der zweite Teil von Cayattes sogenannter Justiz-Trilogie. Vorangegangen war 1950 Schwurgericht; es folgte 1955 Die schwarze Akte.
Wir sind alle Mörder erhielt 1952 bei den Filmfestspielen von Cannes den Spezialpreis der Jury.

## Kritik
In Reclams Filmführer heißt es: „Cayatte macht hier die Mitschuld der Gesellschaft an den Taten ihrer Außenseiter deutlich. Daraus, und aus der nüchter-realistischen Schilderung des Lebens in der Todeszelle gewinnt er Film eine Intensität, die ihn zum besten Teil der Justiz-Trilogie Cayattes macht. (Justice est faite, 1950; Le dossier noir, 1955).“
Georges Sadoul schrieb: „André Cayatte schuf nach einer Serie zweitrangiger Filme eine bedeutende Trilogie über juristische Fragen: „Justice est faite“ (Schwurgericht) zeigt Psychologie und Mechanismus eines Geschworenengerichtes. „Nous sommers tous des Assassins“ (Wir sind alle Mörder) ist eine heftige Anklage gegen die Todesstrafe. „Avant le Déluge“ (Vor der Sintflut) behandelt das Problem der jugendlichen Verbrecher im Rahmen der Kriegspsychose...“
Kay Wenigers Das große Personenlexikon des Films schrieb in der Biografie Cayattes über dessen Justizfilminszenierungen:

„Kern dieser Filme waren weniger Cayattes Auseinandersetzungen mit der eigentlichen Straftat als vielmehr die Erhellung der Hintergründe bei einer Urteilsfindung unter Geschworenen („Schwurgericht“), Darlegung von Vorgängen bei gerichtlichen Voruntersuchungen und Polizeimethoden („Die schwarze Akte“) sowie die Durchleuchtung der sozialen Umfeldes eines Täters und die gesellschaftlichen Hintergründe, die ihn haben töten lassen („Wir sind alle Mörder“).“

Im Lexikon des Internationalen Films heißt es: „Cayattes zweiter Justizfilm ist eine fulminante und gut argumentierende Anklage gegen die Todesstrafe; sein Film überzeugt und liefert auf spannende Art und Weise, trotz oder wegen der kühlen Distanz seiner Bilder, wichtigen Diskussionsstoff.“